# Clearwater County (Idaho)
Clearwater County is een county in de Amerikaanse staat Idaho.
De county heeft een landoppervlakte van 6.375 km² en telt 8.930 inwoners (volkstelling 2000). De hoofdplaats is Orofino.